# 鹿室
鹿室（かなむろ）は、埼玉県さいたま市岩槻区の大字。郵便番号は339-0001。さいたま市の難読地名の一つに数えられる。

## 地理
さいたま市岩槻区およびさいたま市最北端の大宮台地（慈恩寺支台）上に位置する。東部の低地はかつての黒沼である。地内を黒沼用水が流れ、その支流の豊春用水がかつての黒沼の縁に沿うように流れる。最寄りの東武野田線（東武アーバンパークライン）東岩槻駅からは3 km程度離れている。住宅は日光御成街道沿いに集まり、北海製缶や曙ブレーキなどの大きな工場が西部に集まる。東北自動車道蓮田スマートインターチェンジまではそう遠くない立地である。鹿室地区で毎年秋季にはコスモスまつりが開催される。

## 歴史
もとは江戸期より存在した武蔵国埼玉郡岩槻領に属する鹿室村であった。このあたり一帯は中世末期頃より見出せる太田荘（おおたのしょう）の箕輪郷（みのわごう）に属していたと云われている。村高は正保年間の『武蔵国田園簿』では163石余（田14石余、畑148石余）、『元禄郷帳』では171石余、『天保郷帳』では282石余であった。化政期の世帯数は60軒余で、村の規模は東西10町、南北12町余であった。持添新田の日川新田を領していた。
- 初めは岩槻藩領、1756年（宝暦6年）より幕府領となる[6]。なお、検地は1628年（寛永5年）に実施[7]。
- 1770年（明和7年）より川越藩領となるが、1821年（文政4年）に再び幕府領となる[6]。
- 1832年（天保2年）より知行は旗本堀氏となる[6]。
- 幕末の時点では埼玉郡に属し、明治初年の『旧高旧領取調帳』の記載によると、幕府領（代官・大竹左馬太郎支配所）[8]。
- 1868年（慶応4年）6月19日 - 幕府領が武蔵知県事・山田政則（忍藩士）の管轄となる。
- 1869年（明治2年） 
  - 1月13日 - 武蔵知県事・宮原忠英の管轄区域に大宮県を設置。県庁は東京府馬喰町に置かれる。
  - 9月29日 - 県庁が浦和に置かれ浦和県に改称。
- 1871年（明治4年）11月13日 - 第1次府県統合により埼玉県の管轄となる。
- 1873年（明治6年）5月 - 宝国寺を仮用して鹿室学校（現・さいたま市立慈恩寺小学校）が開設される[6]。
- 1879年（明治12年）3月17日 - 郡区町村編制法により成立した南埼玉郡に属す。郡役所は岩槻町に設置。
- 1889年（明治22年）4月1日 - 町村制施行に伴い、慈恩寺村・裏慈恩寺村・表慈恩寺村・古ヶ場村・徳力村・鹿室村・上野村・南辻村・小溝村・相野原村の10村が合併し、慈恩寺村が成立。慈恩寺村の大字鹿室となる[6]。
- 1940年（昭和15年） - 一部が日勝村および黒浜村に編入される[6]。
- 1954年（昭和29年）
  - 5月3日 - 岩槻町・新和村・和土村・川通村・柏崎村・河合村・慈恩寺村が合併し、岩槻町が成立[9]。岩槻町の大字となる。
  - 7月1日 - 岩槻町が市制を施行し、岩槻市となる[9]。岩槻市の大字となる。
- 2005年（平成17年）4月1日 – 岩槻市がさいたま市に編入合併され、さいたま市岩槻区の大字となる。

## 世帯数と人口
2017年（平成29年）10月1日時点の世帯数と人口は以下の通りである。
| 大字     | 世帯数  | 人口    |
| -------- | ------- | ------- |
| 大字鹿室 | 549世帯 | 1,201人 |

## 小・中学校の学区
市立小・中学校に通う場合、学区（校区）は以下の通りとなる。
| 区域 | 小学校                   | 中学校                   |
| ---- | ------------------------ | ------------------------ |
| 全域 | さいたま市立慈恩寺小学校 | さいたま市立慈恩寺中学校 |

## 交通

### 鉄道
- 地内に鉄道は敷設されていない。東武野田線（東武アーバンパークライン）東岩槻駅が3 kmほど南にある。

### 道路
- 埼玉県道65号さいたま幸手線
- 埼玉県道154号蓮田杉戸線
- 水と緑のふれあいロード（中島・黒沼・豊春用水コース）

## 施設
- さいたま市立鹿室南集会所（同和教育集会所）
- 鹿室自治会館
- 鹿室めぐみ保育園
- 宝国寺 - 永正年間創設[6]
- 宝国幼稚園
- 城址岩槻霊園
- 白山神社
- 和泉三社明神
- 鹿室土地改良区こども広場 - 真下を水路トンネルで新堀排水路が流れる。